# Franzjosef Maier
Pour les articles homonymes, voir Maier.
Franzjosef Maier, né le 27 avril 1925 à Memmingen et décédé le 16 octobre 2014 à Bergisch Gladbach, est un violoniste, chef d'orchestre et professeur allemand.

## Biographie
Franzjosef Maier entreprend l'étude du piano, du violon et de l'alto très jeune. Dès 1938 il entre au conservatoire d'Augsbourg, puis l'Académie de Munich et enfin de 1940 à 1944, à l'école de musique à Francfort où il travaille avec Wilhelm Isselmann (1902–1987) et Kurt Thomas.
Après la guerre et une période de captivité, il étudie de 1946 à 1948 à l'Université de Musique de Cologne, notamment la composition avec Philipp Jarnach. En 1948, il a co-fondé le Collegium Musicum de musique ancienne de la radio NWDR. Dans le même temps, il joue dans divers ensembles de musique de chambre, et en tant que second violon au sein du Quatuor Schäffer, avec lequel il enregistre une intégrale des quatuors de Mozart et Beethoven.
Maier avait depuis le début des années 1950 un rôle important dans le développement de la musique ancienne à Cologne. Ses élèves sont renommés, comme Reinhard Goebel (Musica Antiqua Köln), Werner Ehrhardt (Concerto Köln et L'arte del mondo), Manfredo Kraemer (Le Concert des Nations et The Rare Fruits Council), Gustavo Zarba (Orchestra of the Eighteenth Century).
En 1964, il a succédé comme premier violon de l'ensemble Collegium Aureum laissant des enregistrements pionniers avec le label Deutsche Harmonia Mundi marquant la pratique d'exécution historique. Maier a opté pour l'utilisation d'instruments originaux baroques et une interprétation correspondant au style de chaque époque.

## Discographie partielle
- 1966 : CPE Bach - Magnificat, Concerto pour violoncelle Wq 171 (Deutsche Harmonia Mundi)
- 1969 : Pergolèse, La serva padrona - Collegium Aureum, Dir. Maier (DHM)
- 1974 : Beethoven, Triple concerto, Concerto pour piano no 4 - Paul Badura-Skoda, Franzjosef Maier, Anner Bylsma, Collegium Aureum (DHM)
- 1975 : Haydn, Symphonies nos 82 et 83 - Collegium Aureum, Dir. Maier  (DHM)
- 1977 : Vivaldi, Les Quatre Saisons (DHM)
- 1981 : Beethoven, Symphonie no 3 et Symphonie no 7 - Collegium Aureum, Dir. Maier (2CD DHM)
- 1982 : Mozart - Sérénade no 5 KV 204 - Collegium Aureum, Dir. Maier (15-18 juin 1982, DHM)
- 1983 : Biber, Sonates du Rosaire - avec Konrad Junghänel, théorbe ; Max Engel, violoncelle ; Franz Lerndorfer, orgue et clavecin (DHM)
- 1986 : Boccherini, Field et Schobert, Concertos pour pianoforte - Eckart Sellheim (pianoforte), Collegium Aureum, Dir. Maier (DHM)